# Prix du livre politique
 (décembre 2009).
Si vous disposez d'ouvrages ou d'articles de référence ou si vous connaissez des sites web de qualité traitant du thème abordé ici, merci de compléter l'article en donnant les références utiles à sa vérifiabilité et en les liant à la section « Notes et références ».
Le Prix du Livre politique est un prix littéraire français qui récompense un ouvrage de politique paru dans l’année écoulée.

## Organisation
Le prix a été créé par l'association Lire la société, fondée par Luce Perrot. Il est remis, chaque année, à l'occasion de la Journée du livre politique, organisée à la présidence de l'Assemblée nationale.
Son jury est composé d'une trentaine directeurs et rédacteurs en chef des services politiques des grands médias nationaux. Il est présidé par une personnalité de la société civile, élue par le jury et différente chaque année.
La Prix est doté de 5 000 €. Il doit contribuer à valoriser la réflexion, le discours et la pensée politiques.

## Lauréats

### Années 1990
- 1995 : Le Passé d'une illusion. Essai sur l'idée communiste au XXe siècle, François Furet, Éditions Robert Laffont. Traite du communisme notamment en URSS sous Lénine et Staline
- 1996 : Les blessures de la vérité, Laurent Fabius, Éditions Flammarion. Autobiographie
- 1997 : Le voleur dans la maison vide. Mémoires, Jean-François Revel, Éditions Plon
- 1998 : Par l'amour de l'art. Une éducation intellectuelle, Régis Debray, Éditions Gallimard. Autobiographie.
- 1999 : Une ambition française, Alain Duhamel, Éditions Plon. Plaidoyer pour l'Union Européenne

### Années 2000
- 2000 : Libération, la biographie, Jean Guisnel, Éditions La Découverte. Traite du journal Libération dont Guisnel en fut le rédacteur en chef de 1991 à 1996.
- 2001 : L'Abolition, Robert Badinter, Éditions Fayard. Chronique du combat contre la peine de mort.
- 2002 : Le gouvernement invisible. Naissance d'une démocratie sans le peuple[2] (critique une oligarchie de grandes entreprises et de médias)), Laurent Joffrin, Éditions Arléa
- 2003 : J'ai vu finir le monde ancien (analyse du choc des attentats du 11 septembre 2001), Alexandre Adler, Éditions Grasset
- 2004 : Ni putes ni soumises, Fadela Amara, Éditions La Découverte
- 2005 : Le venin de la mélancolie, Denis Tillinac, Éditions la Table ronde
- 2006 : La tentation obscurantiste, Caroline Fourest, Éditions Grasset
- 2007 : Qu’est-ce que l’intégration ?, Dominique Schnapper, Éditions Gallimard
- 2008 : La Reine du monde : essai sur la démocratie d'opinion, Jacques Julliard, Éditions Flammarion
- 2009 : Cahiers secrets de la Ve République : Tome 2, 1977-1986, Michèle Cotta, Fayard (parmi les membres du jury il y a Laurent Joffrin[3])

### Années 2010
- 2010 : Le sorcier de l'Élysée, l'histoire secrète de Jacques Pilhan, François Bazin, Plon
- 2011 : La France est-elle finie ?, Jean-Pierre Chevènement, Fayard
- 2012 : Populisme : la pente fatale, Dominique Reynié, Plon, 2011
- 2013 : Jours de pouvoir (chronique sur son mandat de ministre de l'agriculture), Bruno Le Maire, Gallimard, 2012[4]
- 2014 : La récréation (chronique sur son mandat de ministre de la culture), Frédéric Mitterrand, Robert Laffont, 2013
- 2015 : Les Chirac. Les secrets du clan (chronique sur la famille politique Chirac, avec Jacques Chirac, sa femme et sa fille conseillère), Béatrice Gurrey, Robert Laffont, 2015[5].
- 2016 : Un Français de tant de souches (autobiographie et analyse de l'identité française), Alain Minc, Éditions Grasset
- 2017 : Plus rien à faire, plus rien à foutre : la vraie crise de la démocratie, Brice Teinturier, Robert Laffont
- 2018 : Fille de révolutionnaires, Laurence Debray, Édition Stock[6]
- 2019 : L'Archipel français: Naissance d'une nation multiple et divisée, Jérôme Fourquet, Seuil[7]

### Années 2020
- 2020 : Une minute quarante-neuf secondes, Riss, Actes Sud[8]. Récit sur l'attentat contre Charlie Hebdo.
- 2021 : Racée, Rachel Kahn, éditions de l'Observatoire[9]
- 2022 : Le droit d'emmerder Dieu, Richard Malka, Grasset[10]
- 2023 : Histoire intime de la Ve République - La belle époque de Franz-Olivier Giesbert, Gallimard[11]
  - Prix spécial du Jury : Seul l'espoir apaise la douleur de Simone Veil, Flammarion
  - On aura tout essayé… de Chloé Morin, Fayard
  - Voyage au bout de la gauche. Des guerres fratricides à la Nupes, la folle histoire d'une renaissance de Laurent Telo, Stock
- 2024 : Le Goût de la politique. Un observateur passionné de la Ve République de Pascal Perrineau, Odile Jacob[12]
  - Prix spécial du Jury : Un cadavre sur la route de l'Élysée d'Hervé Gattegno, Flammarion
  - Le Labyrinthe des égarés. L'Occident et ses adversaires d'Amin Maalouf, Grasset
  - Nos meilleures années. La jeunesse, les amis, la politique de Pierre Moscovici, Gallimard

## Présidents du jury
- 1995 : Jean-Denis Bredin
- 1996 : Jean-Paul Fitoussi
- 1997 : Élisabeth Badinter
- 1998 : Stéphane Hessel
- 1999 : René Rémond
- 2000 : Françoise Giroud
- 2001 : Jean-Claude Casanova
- 2002 : Blandine Kriegel
- 2003 : Philippe Sollers
- 2004 : Erik Orsenna
- 2005 : Jean-Noël Jeanneney
- 2006 : Richard Descoings
- 2007 : Louis Schweitzer
- 2008 : Régis Debray
- 2009 : Elie Barnavi
- 2010 : Alain-Gérard Slama
- 2011 : Jérôme Clément
- 2012 : Dominique Schnapper
- 2013 : Michelle Perrot
- 2014 : Jacques Julliard
- 2015 : Julia Kristeva
- 2016 : Costa-Gavras
- 2017 : Jean-Louis Debré
- 2018 : Frédéric Mitterrand
- 2019 : François Sureau
- 2020 : Amin Maalouf
- 2021 : Caroline Fourest
- 2022 : Pascal Ory
- 2023 : Roselyne Bachelot
- 2024 : Jérôme Jaffré